# Cyphomyia erecta
Cyphomyia erecta är en tvåvingeart som beskrevs av Mcfadden och James 1969. Cyphomyia erecta ingår i släktet Cyphomyia och familjen vapenflugor. Inga underarter finns listade i Catalogue of Life.